# Ptolemeu (fill de Seleuc)
Ptolemeu (en grec antic Πτολεμαῖος) fill de Seleuc fou un alt oficial macedoni.
Era noucasat quan va acompanyar Alexandre el Gran a la seva expedició a Àsia el 334 aC on va dirigir el cos de macedonis de l'exèrcit, però a l'hivern, com altres casats de nou, va ser autoritzat a retornar a Macedònia al final de la primera campanya. L'any següent va tornar a Àsia i es va unir a Alexandre a Gòrdion. A la batalla d'Issos el 332 aC era el cap d'una de les divisions de la falange macedònia i es va enfrontar als mercenaris grecs de l'exèrcit persa. El pes de la batalla va caure sobre ell, i va morir en la lluita. També tenia el càrrec de somatophylakes, membre de la guàrdia personal del rei.